# مو هنگ تان
مو هنگ تان (انگلیسی: Mo Heng Tan؛ زادهٔ ۲۸ فوریهٔ ۱۹۱۳ - درگذشته نامشخص) بازیکن فوتبال اهل اندونزی بود.
وی همچنین در تیم‌های ملی فوتبال هند شرقی هلند و اندونزی، بازی کرده‌است.